# Lasowice Wielkie (gmina)
Pour les articles homonymes, voir Lasowice Wielkie.
Lasowice Wielkie est une gmina rurale du powiat de Kluczbork, Opole, dans le sud-ouest de la Pologne. Son siège est le village de Lasowice Wielkie, qui se situe environ 13 km au sud de Kluczbork et 31 km au nord-est de la capitale régionale Opole.
La gmina couvre une superficie de 210,84 km2 pour une population de 7 192 habitants.

## Géographie
La gmina inclut les villages de Lasowice Wielkie, Chocianowice, Chudoba, Ciarka, Gronowice, Jasienie, Laskowice, Lasowice Małe, Oś, Szumirad, Trzebiszyn, Tuły et, Wędrynia
La gmina borde les gminy de Kluczbork, Łubniany, Murów, Olesno, Turawa et Zębowice.